# Блокбастер (фильм)
«Блокба́стер» — российская криминальная комедия режиссёра Романа Волобуева, вышедшая на экраны 13 июля 2017 года. В основе фильма лежит реальная история Джульетты Алмазовой из Нижнего Новгорода, которая в августе 2013 года, вооружившись пневматическим пистолетом, ограбила местный отдел микрокредитования. Потратив украденные деньги на косметику и платья, она поехала в Москву, чтобы начать карьеру фотомодели.
По итогам кинофестиваля «Кинотавр» (2017) фильм был отмечен специальным призом жюри с формулировкой «За новый уровень жанрового кино».

## Сюжет
Лиза расстаётся со своим парнем и на машине уезжает в неизвестном ей самой направлении. По пути она заезжает в кафе города Электроугли, где становится свидетельницей ограбления офиса микрокредитования, а также сама случайно становится заложницей у красивой, но глупой грабительницы по имени Наташа.

## В ролях
- Светлана Устинова — Лиза
- Анна Чиповская — Наташа
- Евгений Цыганов — Хлебников, провинциальный следователь
- Александр Молочников — Лёша, бойфренд Лизы
- Михаил Ефремов — Пастернак
- Сергей Епишев — Добротворский
- Александр Ильин — дядя Саша, бандит
- Дмитрий Ендальцев — Лёша, бойфренд Наташи
- Сергей Кожаев — Роман, старший брат Наташи
- Ирина Рахманова — Наталья, троюродная сестра Наташи
- Мария Шалаева — Даша, режиссёр программы
- Денис Старков — звукорежиссёр
- Светлана Ходченкова — Ира, участница передачи
- Дарья Носик — Маша, помощница
- Екатерина Носик — Ксюша, помощница
- Антон Белый — Николай
- Дмитрий Белякин — Тёма
- Алексей Маслодудов — Рома
- Руслан Корнеков — Сергей
- Ирина Серова — домохозяйка
- Екатерина Щеглова — Рената
- Юлия Снигирь — Ванина
- Олег Калмыков — человек в штатском
- Олег Цветков — человек в штатском
- Алексей Вертков — продавец на заправке
- Константин Мурзенко — ночной дежурный
- Даниил Вахрушев — гопник
- Анна Шепелева — Нина
- Георгий Кудренко — полицейский
- Андрей Мясников — полицейский
- Елена Муравьёва — кассирша

## Релиз фильма

### Показ на «Кинотавре»
8 июня 2017 года фильм был показан в основной конкурсной программе 28-го кинофестиваля «Кинотавр». Во время представления фильма режиссёр картины, Роман Волобуев, заявил, что публике будет показана «продюсерская версия» фильма, а сам он снимет свою фамилию с титров, причём как в качестве режиссёра, так и в качестве автора сценария:
Такие решения принимаются сложно, их откладываешь всегда. Я в силу природного мазохизма откладывал до последнего. Уже была напечатана копия, буклеты, плакатики, «Кинотавр» поставил в программу и было бы, наверное, свинством оставлять фестиваль с дыркой в программе вместо фильма <…> Да, вы сейчас смотрите продюсерскую версию, которая мало похожа на тот фильм, который мы хотели снять, ещё меньше она похожа на тот фильм, который мы сняли и закончили делать полгода назад, но тем не менее, мне кажется, что какие-то кусочки нашей работы, какие-то наши маленькие победы, какие-то наши маленькие удачи — а в случае с артистами, наверное, и не маленькие — они через всё это проглядывают. 
На следующий день на пресс-конференции, посвященной фильму, Волобуев сравнил ситуацию своего отказа с «чужим разводом» и понадеялся на то, что эта история «вызовет внутрииндустриальную дискуссию»
Поддержку режиссёру оказал журнал «Сеанс», опубликовав рецензию Василия Степанова на режиссёрскую версию картины. При этом как Волобуев, так и продюсер «Блокбастера» Илья Стюарт утверждают, что отдельной режиссёрской версии не существует. Илья Стюарт предполагает, что максимум «речь о некой work-in-progress версии».

### Особенности продюсерской версии
Режиссёром и автором сценария «Блокбастера» в титрах продюсерской версии названа Наталья Тюльпанова (модельный псевдоним Наташи, героини Анны Чиповской). Роман Волобуев упоминается только в финальных титрах в графе благодарностей.

Кинокритик Василий Степанов перечислил следующие отличия продюсерского варианта «Блокбастера» от версии, смонтированной режиссёром:
Продюсерам пришлось пожертвовать несколькими эпизодами и даже сюжетными линиями. Вырезана сцена кокаиновой истерики героя Михаила Ефремова, в ходе которой мы все-таки понимаем, что телеведущий со стажем — не такая уж и свинья. Уничтожена линия двойничества, посвященная вымышленному сериалу «Заморозки»: его плакат зрители прокатной версии смогут увидеть в сцене, где героини стоят и ждут бойфренда Наташи у Кольцевой. По оригинальному замыслу у телеведущей Лизы есть двойник — приехавшая из Белоруссии актриса, прославившаяся ролью в сериале. Теперь у Лизы регулярно берут автографы, путают ее с новой звездой в баре Noor. Следствием сокращения этой линии стало исчезновение из фильма гомерически смешного эпизода с Александром Горчилиным.
В готовой прокатной версии сцена истерики телеведущего идёт во время финальных титров; плакат «Заморозков» заменён на плакат вымышленной телепрограммы «Спаси любовь», которую ведёт героиня Светланы Устиновой.

### Прокатная судьба
Фильм получил положительные зрительские отзывы на «Кинотавре» и удостоился от зрителей высокой оценки 8.0 (по этому показателю его смогли обойти «Жги!», «Заложники» и «Аритмия») и положительную прессу. В связи с этим присутствовавший на пресс-конференции Сергей Некрасов, директор по закупкам кинопрокатной компании «Вольга», заявил о решении прокатчика увеличить количество копий «Блокбастера».
Фильм вышел в широкий прокат 13 июля 2017 года на 377 копиях и сумел собрать в первый уик-энд около 5,6 млн рублей. По состоянию на август 2017-го кассовые сборы картины в России и СНГ составляют всего 11 миллионов рублей.

## Отсылки к другим произведениям
- В сцене в автомобиле Коллектор информирует Лизу: «Сделаете всё правильно, мы увидимся с вами ещё один раз. Не сделаете — тогда дважды увидимся». Это та же фраза, которую говорит Ковбой в фильме Дэвида Линча «Малхолланд драйв»[17].